# دونالد فورد
دونالد فورد (بالإنجليزية: Donald Ford)‏ (25 أكتوبر 1944 في المملكة المتحدة - ) هو لاعب كريكت ولاعب كرة قدم بريطاني في مركز الهجوم، شارك في كأس العالم 1974. وشارك مع منتخب اسكتلندا لكرة القدم. أما مع النوادي، فقد لعب مع بونيس يونايتد ونادي فالكيرك وهارت أوف ميدلوثيان ورابطة كرة القدم الاسكتلندية الحادية عشر ‏.

## وصلات خارجية
- دونالد فورد على موقع الاتحاد الإسكتلندي (الإنجليزية)
- دونالد فورد على موقع قاعدة بيانات كرة القدم.إي يو (الإنجليزية)
- دونالد فورد على موقع ناشيونال فوتبول تيمز (الإنجليزية)
- دونالد فورد على موقع عالم كرة القدم.نت (الإنجليزية)